# Uroš Spajić
Uroš Spajić (Servisch: Урош Спајић) (Belgrado, 13 februari 1993) is een Servisch voetballer die doorgaans als centrale verdediger speelt. Hij verruilde RSC Anderlecht in juli 2018 voor FK Krasnodar. In het seizoen 2020/21 speelde hij op huurbasis voor Feyenoord. Spajić debuteerde in 2015 in het Servisch voetbalelftal.

## Clubcarrière

### Rode Ster Belgrado
Spajić komt uit de jeugdacademie van Rode Ster Belgrado. Hij debuteerde voor Rode Ster in de beker op 27 maart 2010 tegen Borac Čačak. Tijdens het seizoen 2011/12 werd hij uitgeleend aan de satellietclub van Rode Ster, FK Sopot, dat in de derde divisie speelde. In totaal kwam hij 16 keer in actie voor Rode Ster in competitieverband.

### Toulouse
Op 29 mei 2013 werd bekend dat Toulouse een bod van anderhalf miljoen euro had neergelegd voor Spajić bij Rode Ster. De club accepteerde het bod, waarop de centrumverdediger zijn handtekening zette onder een vierjarig contract bij de club uit het zuiden van Frankrijk. Zijn debuut voor Toulouse op 10 augustus 2013 eindigde in mineur nadat hij onterecht van het veld werd gestuurd tegen Valenciennes. Spajić werd veroordeeld voor een overtreding die Steeve Yago beging. Op 18 december 2013 scoorde Spajić voor het eerst voor Toulouse, in de bekerwedstrijd tegen Olympique Marseille (1–2 verlies).

### RSC Anderlecht
Op 31 augustus 2016 werd Spajić voor een seizoen verhuurd aan RSC Anderlecht. Hiervoor debuteerde hij op 11 september 2016 in de Eerste klasse tegen Sporting Charleroi (3–2 winst). Op 27 november 2016 maakte hij een van de zeven doelpunten in het competitieduel met Excel Moeskroen. Dit was zijn eerste doelpunt in het shirt van Anderlecht. In de Europa League haalde Anderlecht de kwartfinale, waarin de Belgische club werd uitgeschakeld door de uiteindelijke winnaar Manchester United. In de uitwedstrijd van deze kwartfinale speelde Spajić de volledige wedstrijd met verlenging. Aan het eind van het seizoen nam RSC Anderlecht de centrale verdediger definitief over van Toulouse. Op 22 juli 2017 won Spajić met zijn ploeggenoten de Belgische Supercup 2017 met 2–1 van Zulte Waregem. In het seizoen 2017/18 kwam Spajić voor het eerst uit in de Champions League. In totaal speelde hij 75 officiële duels bij RSC Anderlecht.

### Krasnodar
Op 26 mei 2018 maakte Spajić de overstap naar Krasnodar. Op 29 juli 2018 maakte hij zijn debuut voor Krasnodar, tegen Roebin Kazan in de Premjer-Liga. Op 20 september 2018 maakte hij zijn internationale debuut voor Krasnodar, in de Europa League tegen Akhisar Belediyespor. Voor de tweede seizoenshelft raakte Spajić geblesseerd, waardoor hij veel wedstrijden moest missen.

### Verhuur aan Feyenoord
Op 15 september 2020 werd bekendgemaakt dat Feyenoord Spajić voor een seizoen huurde van Krasnodar. Op 4 oktober 2020 maakte hij hier zijn officiële debuut. In de uitwedstrijd in de Eredivisie tegen Willem II begon hij in de basis. Feyenoord won deze wedstrijd met 1–4.

## Clubstatistieken

### Beloften
| Seizoen        | Club           | Competitie       | Competitie | Competitie |
| Seizoen        | Club           | Competitie       | Wed.       | Dlp.       |
| -------------- | -------------- | ---------------- | ---------- | ---------- |
| 2014/15        | Toulouse FC II | CFA2 (Occitanie) | 2          | 0          |
| 2015/16        | Toulouse FC II | CFA2 (Occitanie) | 2          | 0          |
| 2016/17        | Toulouse FC II | CFA2 (Occitanie) | 1          | 0          |
| Clubtotaal     | Clubtotaal     | Clubtotaal       | 5          | 0          |
| Carrièretotaal | Carrièretotaal | Carrièretotaal   | 5          | 0          |

Bijgewerkt t/m 20 augustus 2016.

### Senioren
| Seizoen        | Club               | Competitie           | Competitie | Competitie | Beker | Beker | Internationaal | Internationaal | Overig | Overig | Totaal | Totaal |
| Seizoen        | Club               | Competitie           | Wed.       | Dlp.       | Wed.  | Dlp.  | Wed.           | Dlp.           | Wed.   | Dlp.   | Wed.   | Dlp.   |
| -------------- | ------------------ | -------------------- | ---------- | ---------- | ----- | ----- | -------------- | -------------- | ------ | ------ | ------ | ------ |
| 2010/11        | Rode Ster Belgrado | Superliga            | 0          | 0          | 1     | 0     | 0              | 0              | —      | —      | 1      | 0      |
| Clubtotaal     | Clubtotaal         | Clubtotaal           | 0          | 0          | 1     | 0     | 0              | 0              | 0      | 0      | 1      | 0      |
| 2011/12        | FK Sopot Belgrado  | Srpska Liga Belgrado | 34         | 0          | —     | —     | —              | —              | —      | —      | 34     | 0      |
| Clubtotaal     | Clubtotaal         | Clubtotaal           | 34         | 0          | 0     | 0     | 0              | 0              | 0      | 0      | 34     | 0      |
| 2012/13        | Rode Ster Belgrado | Superliga            | 16         | 0          | 1     | 0     | 1              | 0              | —      | —      | 18     | 0      |
| Clubtotaal     | Clubtotaal         | Clubtotaal           | 16         | 0          | 2     | 0     | 1              | 0              | 0      | 0      | 19     | 0      |
| 2013/14        | Toulouse FC        | Ligue 1              | 32         | 0          | 2     | 1     | —              | —              | —      | —      | 34     | 1      |
| 2014/15        | Toulouse FC        | Ligue 1              | 17         | 0          | 1     | 0     | —              | —              | —      | —      | 18     | 0      |
| 2015/16        | Toulouse FC        | Ligue 1              | 14         | 0          | 5     | 0     | —              | —              | —      | —      | 19     | 0      |
| 2016/17        | Toulouse FC        | Ligue 1              | 0          | 0          | 0     | 0     | —              | —              | —      | —      | 0      | 0      |
| Clubtotaal     | Clubtotaal         | Clubtotaal           | 63         | 0          | 8     | 1     | 0              | 0              | 0      | 0      | 71     | 1      |
| 2016/17        | → RSC Anderlecht   | Eerste klasse        | 28         | 1          | 2     | 1     | 9              | 0              | —      | —      | 39     | 2      |
| 2017/18        | RSC Anderlecht     | Eerste klasse        | 28         | 1          | 2     | 0     | 5              | 0              | 1      | 0      | 36     | 1      |
| Clubtotaal     | Clubtotaal         | Clubtotaal           | 56         | 2          | 4     | 1     | 14             | 0              | 1      | 0      | 75     | 3      |
| 2018/19        | FK Krasnodar       | Premjer-Liga         | 28         | 0          | 2     | 0     | 9              | 0              | —      | —      | 39     | 0      |
| 2019/20        | FK Krasnodar       | Premjer-Liga         | 15         | 1          | 1     | 0     | 10             | 0              | —      | —      | 26     | 1      |
| 2020/21        | FK Krasnodar       | Premjer-Liga         | 0          | 0          | 0     | 0     | 0              | 0              | 0      | 0      | 0      | 0      |
| 2021/22        | FK Krasnodar       | Premjer-Liga         | 10         | 1          | 1     | 0     | 0              | 0              | 0      | 0      | 11     | 1      |
| Clubtotaal     | Clubtotaal         | Clubtotaal           | 43         | 1          | 3     | 0     | 19             | 0              | 0      | 0      | 65     | 1      |
| 2020/21        | → Feyenoord        | Eredivisie           | 19         | 0          | 1     | 0     | 6              | 0              | 1      | 0      | 27     | 0      |
| Clubtotaal     | Clubtotaal         | Clubtotaal           | 19         | 0          | 1     | 0     | 6              | 0              | 1      | 0      | 27     | 0      |
| 2021/22        | Kasımpaşa SK       | Süper Lig            | 8          | 0          | 1     | 0     | 0              | 0              | 0      | 0      | 9      | 0      |
| 2022/23        | Rode Ster Belgrado | Superliga            | 0          | 0          | 0     | 0     | 0              | 0              | 3      | 1      | 3      | 1      |
| 2023/24        | Rode Ster Belgrado | Superliga            | 21         | 2          | 4     | 1     | 1              | 0              | 4      | 0      | 30     | 3      |
| 2024/25        | Rode Ster Belgrado | Superliga            | 9          | 1          | 1     | 0     | 8              | 1              | 0      | 0      | 18     | 2      |
| Carrièretotaal | Carrièretotaal     | Carrièretotaal       | 279        | 7          | 25    | 3     | 49             | 1              | 9      | 1      | 362    | 12     |

Bijgewerkt t/m 21 januari 2025.

## Interlandcarrière
Op 4 september 2015 debuteerde Spajić voor Servië in de EK-kwalificatiewedstrijd tegen Armenië (2–0 winst). Hij maakte deel uit van de Servische selectie die onder leiding van bondscoach Mladen Krstajić deelnam aan de WK-eindronde 2018 in Rusland. Daar sneuvelde de ploeg in de groepsfase na een overwinning op Costa Rica (1–0) en nederlagen tegen achtereenvolgens Zwitserland (1–2) en Brazilië (0–2). Spajić kwam in geen van de drie WK-duels in actie voor zijn vaderland.

## Erelijst
| Competitie         | Winnaar (1ste) | Winnaar (1ste) | Finalist (2de) | Finalist (2de) | Derde  | Derde |
| Competitie         | Aantal         | Jaren          | Aantal         | Jaren          | Aantal | Jaren |
| ------------------ | -------------- | -------------- | -------------- | -------------- | ------ | ----- |
| RSC Anderlecht     |                |                |                |                |        |       |
| Belgische Supercup | 1×             | 2017           |                |                |        |       |
| Eerste klasse      | 1×             | 2016/17        |                |                |        |       |